# Saint-Just-Saint-Rambert
Saint-Just-Saint-Rambert je naselje in občina v jugovzhodnem francoskem departmaju Loire regije Rona-Alpe. Leta 2010 je naselje imelo 14.172 prebivalcev.

## Geografija
Kraj leži v pokrajini Forez ob reki Loari, 16 km severozahodno od Saint-Étienna.

## Uprava
Saint-Just-Saint-Rambert je sedež istoimenskega kantona, v katerega so poleg njegove vključene še občine Boisset-lès-Montrond, Bonson, Chambles, Craintilleux, Périgneux, Saint-Cyprien, Saint-Marcellin-en-Forez, Saint-Romain-le-Puy, Sury-le-Comtal, Unias in Veauchette z 39.387 prebivalci (v letu 2010).
Kanton Saint-Just-Saint-Rambert je sestavni del okrožja Montbrison.

## Zgodovina
Občina je bila ustanovljena leta 1973 z združitvijo do tedaj samostojnih občin Saint-Just-sur-Loire in Saint-Rambert-sur-Loire.
Saint-Rambert je bil prvotno galo-rimska naselbina Occiacum. Leta 1078 je ob prevzemu relikvij sv. Ragneberta († 680) postal pomembno romarsko središče, obenem je prevzel nase tudi sedanje ime.
Saint-Just je kraj z dolgoletno industrijsko tradicijo, povezano z barvarstvom, steklarstvom in metalurgijo. Zrasel na bregovih reke Loare je bil vse do sredine 19. stoletja izhodišče rečne plovbe za tim. "ramberte", ki so po reki prevažali premog in ostalo blago vse do Nantesa; delovali so v letih od 1704 do 1860.

## Zanimivosti
- cerkev sv. Andreja, Saint-Rambert, iz 11. in 12. stoletja; francoski zgodovinski spomenik od leta 1891,
- kapela sv. Janeza, Saint-Rambert, zgrajena v 11. in 12. stoletju; pod njo so bila najdena trupla, pokopana po kugi ki je razsajala v vasi v srednjem veku; zgodovinski spomenik od leta 1972,
- ostanki gradu Château de Grangent s kapelo, zgrajenega okoli leta 800 na prvotno rečnem rtu, ob izgradnji jezu Grangent (1955-57) je obstal na otoku; v srednjem veku je doživel obnovo in kasnejše restavracije, zgodovinski spomenik od leta 1945,
- cerkev sv. Justa,
- dvorec Château de la Merlée iz 18. stoletja.

## Pobratena mesta
- Târgu Neamț (Moldavija, Romunija);